# Anthony Cédric Vuagniaux
Anthony Cédric Vuagniaux (27 de abril de 1977, Ginebra, Suiza), es un compositor y multiinstrumentista suizo. Es el fundador del Plombage Records. Produce y realiza sus propias producciones cinematográficas.
Con su música personal única e impregnada por sus sonidos originales, Anthony ha sido llamado OVNI de la música electrónica y cinematográfica,  por el hecho que escribe, graba, mezcla y materializa todas sus composiciones en su estudio con instrumentos raros y curiosos de todas las etnias variados y analógicas antiguos.

## Biografía
A los siete años, Anthony Cédric Vuagniaux descubre la gran fascinación que tenía hacia los sonidos. Su madre, para dar continuación a este amor, lo inscribe en un conservatorio de Ginebra.
De chico continúa componiendo con su sintetizador, una grabadora y otros instrumentos. Estos son los primeros aparatos que le permiten trabajar su música. 
En los años 2000, crea Plombage Récords (Compone con el seudónimo Tony Snake, haciendo honor a su padre herpetólogo fallecido), un proyecto de música electrónica revelada en los álbumes como "Citas en el dentista" y "Foufounes Alkantara Londres" dominado por "Nilesh Patel" el ingeniero de Björk y Daft Punk ", así como un remix para Detroit Grand Pubahs, librando de las representaciones a sitios como La Java y En Régine a París.
En 2010, Vuagniaux se vuelca de nuevo a sus composiciones y grabaciones hechas "a la anciana", totalmente concebidos con máquinas de la época como grabadoras, sintetizadoras, "Crumars", órganos electrónicos, Solinas, Clavinets, Minimoog, viejas cajas a ritmos, instrumentos de todas las etnias o incluso atonal como el Waterphone, entre otros,.
Luego, sale el álbum La Bobine mágica compuesto en cuatro mes, sostenido en las revistas Trax y Technikart de Paris.
En 2011 de diciembre, Anthony Cedric compuso la música para el video de Régis Golay y La Compagnie 7273, junto con bailarines y diseñadores de relojes "Swatch", "Climax", "Nilo", y "Romance-S". Luego ganó un premio en 2012 en el Festival de Cine de Múnich, Alemania
En abril de 2012, lanzó el álbum La Virago en el que participan artistas como Alain Carré, Caroline Duris, Marion Devaud, Sahoko Sakai y el Círculo Coral de Ginebra.
En 2014, Vuagniaux colabora con François Corbier en la canción "Le Tango Du Maître Chanteur", cantante del álbum Le Clan Des Guimauves (en español: Los malvaviscos clan).
En 2015, Anthony Cedric diseño de sonido de la presentación oficial de "La Comédie de Genève" para la temporada desde 2015 hasta 2016.

## Discografía
Como Anthony Cedric Vuagniaux:
- La Paranoïa (single, Plombage Records Genève 2019, Suiza)
- L'enfance du Magnétiseur (ep, Plombage Records Genève 2018, Suiza)
- Le Magnétiseur (álbum, Plombage Records Genève 2018, Suiza)
- Les Indicatifs De L'institution Genevoise (ep, Genève 2016, Suiza)
- Le Bal Des Faux Frères (ep, Plombage Records, 2016, Suiza)
- Jingles 2015-2016 (álbum, Plombage Records, 2015, Suiza)
- Le Clan Des Guimauves (álbum, Plombage Records, 2014, Suiza)
- Le Maître nageur (ep, Plombage Records, 2013, Suiza).
- Marisa (ep, Plombage Records, 2013, Suiza).
- La Cougar (ep, Plombage Records, 2013, Suiza).
- Le Sabreur fou (single, Plombage Records, 2013, Suiza).
- La Virago (álbum, Plombage Records, 2012, Suiza).
- Mes machines me parlent (ep, Plombage Records, 2011, Suiza).
- La Bobine magique (álbum, Plombage Records, 2010, Suiza).
- Souvenirs électroniques (miniálbum, Plombage Records, 2010, Suiza).

En el marco del proyecto "Tony Snake":
- Cum Format (ep, Plombage Récords, 2010, Suiza).
- Karateka (ep, Plombage Récords, 2010, Suiza).
- Foufounes Alkantara (ep, Plombage Récords, 2009, Suiza).
- Rendez-Vous Chez Le Dentiste (álbum, Plombage Récords, 2008, Suiza).
- Extrasystole (enlace roto disponible en Internet Archive; véase el historial, la primera versión y la última). (single, Plombage Récords, 2006, Suiza).

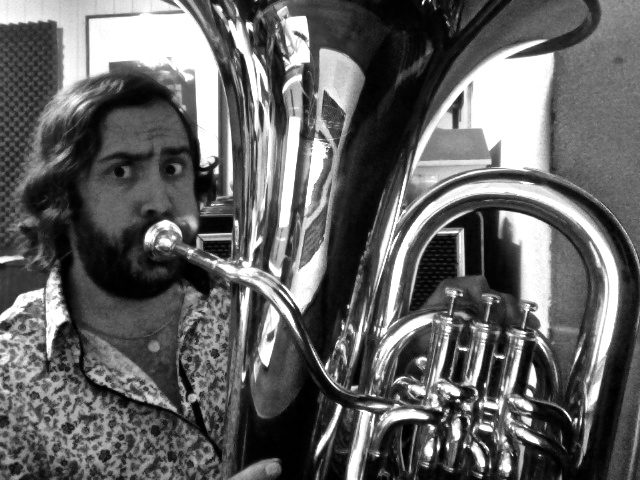
Anthony tocando la tuba.

## Producciones y realizaciones cinematográficas
- Giallo (Cortometraje, Drumetrics, Plombage Récords, 2016, Estados Unidos - Suiza)
- Le Bal Des Faux Frères (Cortometraje, Plombage Récords, 2016, Suiza)
- La Naissance Des Cambrioleurs (Cortometraje, Plombage Récords, 2015, Suiza)
- La Mort De Naïve (Cortometraje, Plombage Récords, 2015, Suiza)
- L'Enfant sirène (Cortometraje, Plombage Récords, 2014, Suiza)[15]
- Le Maître nageur (Cortometraje, Plombage Récords, 2014, Suiza).
- Marisa (cortometraje, realizado por Dbfx Workshop, Plombage Récords, 2013, Suiza)[16]
- Le sabreur fou (Cortometraje, Plombage Récords, 2013, Francia).
- Serpent à sonate (Cortometraje, realizado por Dbfx Workshop, Plombage Récords, 2012, Suiza)[17]
- La valse d'Andrée (Cortometraje, Plombage Récords, 2012, Francia)[18]
- Longitude Altitude solitude (Ilustración vídeo, Plombage Récords, 2011, Suiza).
- 69 (Cortometraje, Gian Franco Morini, Plombage Récords, 2010, Italia Suiza - Estados Unidos)
- Maybe i do (Videoclip, Detroit Grande Pubahs, 2010, Estados Unidos)[19]